# Anton Stankowski
Anton Stankowski ( Gelsenkirchen/Westphalia/Njemačka, 18. lipnja, 1906. – Esslingen am Neckar, 11. prosinca, 1998.) je poznati njemački
grafički dizajner, fotograf i slikar.
Razvio je vlastitu teoriju dizajna i utemeljio tzv. - konstruktivističku grafiku. 
Dizajn Stankowskog se više koncentrirao na ilustriranje procesa ili okolnosti nego samih objekta, tako ga je njegovo eksperimentiranje dovelo do fraktalnih - struktura, daleko prije negoli što ih je učinio popularnim Benoît Mandelbrot 1975.
Njegove ideje i djela neposredno su utjecala na radove zagrebačke avangardne umjetničke grupe EXAT 51.

## Mladost
Stankowski je počeo raditi kao dekorater i crkveni fresko slikar, 1927. upisao se na Folkwang Academy u Essenu, kod Maxa Burchartza ( poznati fotograf ). 1929. otišao je Zürich i radio u renomiranom reklam atelieru - Max Dalanga. 
Tu je razvio sa svojim stečenim naukom fotografije i tipografije - svoju metodu konstruktivne grafike. U Zürich - u se intenzivno družio s kulturnjacima, ljudima poput; Richard Paul Lohse - a, Heiri Steiner - a, Hans Neuburg - a, Hans Coray -a, 
Hans Fischli -a, Verena Loewensberg i Max Bill - a. 1934. istekla mu je radna dozvola i vratio se u Njemačku.
Tu je radio kao samostalni umjetnik sve do poziva u vojsku 1940., a po povratku iz rata 1948. g. zaposlio se u časopisu  Stuttgarter Illustrierte, kao grafički urednik i fotograf.

## Karijera
Radovi Stankowskog odlikovali su se sintezom slikarskog, primijenjenog i kreativnog impulsa.
Inspirirali su ga apstraktni slikari poput; Piet Mondrian-a, Theo van Doesburg-a, Malevič-a i Kandinsky-skog. 
Stankowski je držao da je grafički dizajn polje vizualne umjetnosti koje zahtjeva punu suradnju slobodnih umjetnika i znanstvenika. 
1951. osnovao je u Killesberg-u vlastiti grafički atelier, s kolegama; Willi Baumeister -om, Max Bense -om, Walter Cantz -om i ostalima i pokrenuo novu granu umjetnosti i zanimanja ( u brzo rastućoj poslijeratnoj njemačkoj privredi ) - grafički dizajn. 
1960. dizajnirao je legendarni - Berlin Layout, vizualni identitet grada, između 1969. do 1972. bio je umjetnički direktor tima koji je radio na vizualnom identitetu Olimpijskih igara u München -u, unatoč bezbrojnim radovima koje je napravio za svog života, Stankowski će vjerojatno ostati zapamćen po svom vrlo purističkom i jednostavnom dizajnu logotipa za  Deutsche Bank - u.
Do 1980., Stankowski je iskreirao brojne trgovačke marke ( trademarks ) za brojne naručioce iz Njemačke i Švicarske. 1983. osnovao je Zakladu Stankowski ( Stankowski Foundation ) za poticanje likovnog stvaralaštva i dizajna.
Postumno ( 1998. ) je od strane Njemačkog umjetničkog saveza nagrađen s nagradom - Harry Graf Kessler, za životno djelo.

## Vanjske poveznice
- Stankowski 06 · Aspekti radova
- Zaklada Stankowski